# Haemaphysalis megalaimae
Haemaphysalis megalaimae este o specie de căpușe din genul Haemaphysalis, familia Ixodidae, descrisă de Rajagopalan în anul 1963. Conform Catalogue of Life specia Haemaphysalis megalaimae nu are subspecii cunoscute.